# Gulfläckig honungsfågel
Gulfläckig honungsfågel (Meliphaga notata) är en fågel i familjen honungsfåglar inom ordningen tättingar.

## Utbredning och systematik
Gulfläckig honungsfågel delas in i två underarter:
- Meliphaga notata notata – förekommer i norra Queensland (Cape York-halvön och öar i sydvästra Torres Strait)
- Meliphaga notata mixta – förekommer i nordöstra Queensland (Mossman River till Burdekin River)

## Status
Arten har ett begränsat utbredningsområde, men beståndet anses vara stabilt. IUCN kategoriserar arten som livskraftig.